# جمال أباد (سرتشهان)
جمال أباد (بالفارسية: جمال‌آباد) هي قرية تقع في إيران في قسم سرتشهان الريفي. يقدر عدد سكانها بـ 494 نسمة .